# فنك

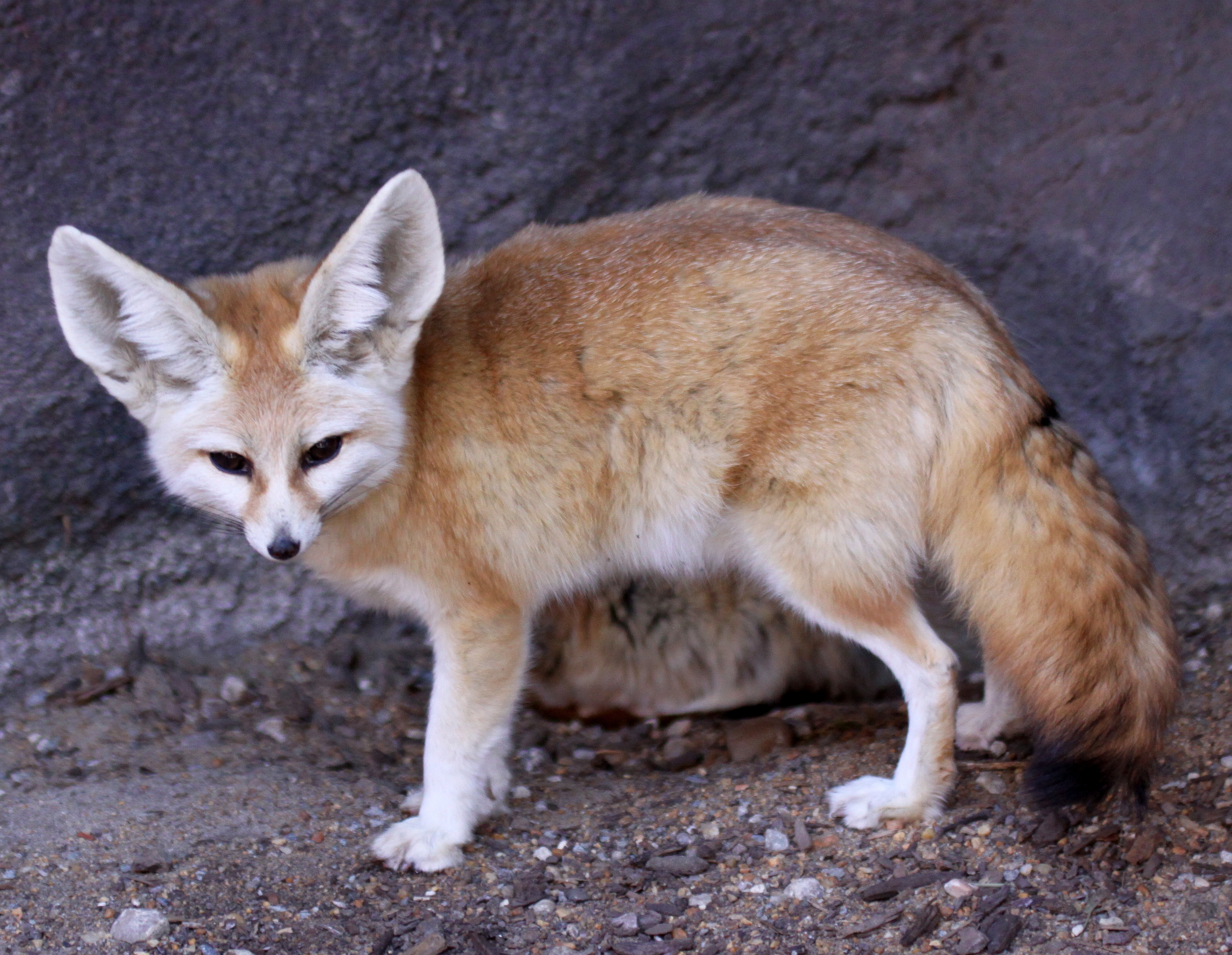
ثعلب الصحراء "فنك"

الفَنَكْ أو ثعلب الصحراء أو الحصيني أو ابو صوف، كما يعرف أحيانًا، هو أحد أنواع الثعالب الصغيرة الحجم والذي يعيش في الصحراء الكبرى في شمال أفريقيا  والذي يتميّز بأذنيه الكبيرتين جدا، «فنك» هو اسم عربي فصيح يُطلق على عدد من الحيوانات الفروية. يعتبر الفنك أصغر أنواع فصيلة الكلبيات جميعا .
يقوم بعض العلماء بتصنيف الفنك في جنس مستقل بذاته هو جنس الفنك (باللاتينية:  Fennecus)، إلا أن حتى البعض الأخر يصنفه في جنس الثعالب الحقيقية (باللاتينية: Vulpes).
ويثور هذا الجدل بين العلماء بسبب هذا أن للفنك عادات غير مألوفة عند باقي أنواع الثعالب المنتمية لهذا الجنس، منها عيشه في مجموعات بينما باقي الثعالب انفرادية، كما أنها تمتلك 32 زوجا من الكروموسومات بينما تمتلك باقي الثعالب ما بين 35 و 39 كروموسوم. وقد أدّى هذا الأمر إلى وجود تصنيفين للفنك، أحدهما يصنفه على أنه من الثعالب الحقيقية ويضع له الاسم العلمي "Vulpes zerda"، بينما الأخر يصنفه على أنه يشكل جنسا خاصا به هو جنس الفنك ويكون اسمه العلمي بالتالي "Fennecus zerda"، وكان على شفير الإنقراض قبل قرون ليدة بسبب غلاوة فروه الناعم أما الآن فهو محمي من القانون حيث أُُعدت له محمية في بعض مناطق الهقار بالجزائر.

## الوصف

ثعلب الفنك الأفريقي

الفنك هو أصغر الكلبيات، فوزنه لا يزيد على 1.5 كيلوغرامات، ويصل ارتفاعه عند الكتفين إلى 20 سنتيمترا، ويبلغ طول جسده حوالي 40 سنتيمتر، وذيله قرابة 25 سنتيمتر، أما الأذنين فيمكن أن يصل طولهما إلى 15 سنتيمترا. يكون لون الفنك رمليّا في العادة مما يساعده على التموّه في محيطه الصحراوي.
تعتبر أذان الفنك الأكبر حجما في فصيلة الكلبيّات، وهي تساعده على التخلص من الحرارة الفائضة عبر تبريد جسده بواسطة تمرير الدم عبر الأوعية الدموية الكثيرة الموجودة فيها، كما وتساعده على سماع حركة طريدته أثناء الليل، وهذه الآذان حسّاسة للأصوات بدرجة كبيرة حيث أن الفنك يستطيع أن يسمع أصوات الحشرات الكبيرة كالخنافس والجراد وهي تدبّ على الرمال. يقوم معطف هذه الحيوانات بعكس أشعة الشمس أثناء النهار وحفظ الحرارة خلال الليل، ولهذه الثعالب فراء سميك على باطن قوائمها ليحميها من الرمال الحارقة أثناء تنقلها.

## العادات والخواص الأحيائية
تعيش هذه الثعالب في جحور كبيرة الحجم (يبلغ عمقها 10 أمتار أو 33 قدما)، وغالبا ما يضم الجحر عدّة ثعالب، وبذلك تكون النوع الوحيد من الثعالب الذي يعيش في مجموعات، وتسمى مجموعة الفنك «الحريم» وهي تتألف من ذكر رئيسي وعدّة إناث، وأحيانا بضعة ذكور ثانوية لتساهم في حماية الحريم. تطرد الذكور الأخرى جميعها من المجموعة ما أن تصل سن البلوغ إلا إن استطاع أحدها هزيمة الذكر الرئيسي والحلول بدلا منه في السيطرة على الحريم، وتكون المعارك بين الذكور عنيفة جدا إلا أنها نادرا ما تكون مميتة. وعندما تترك الذكور عائلتها فإنها تجوب الصحراء بحثا عن حريم أخر لتقاتل الذكر المسيطر وتحلّ مكانه أو تبحث عن مجموعات أخرى بحاجة لذكور ثانويّة، وعادة لا يسمح لهذه الذكور بالتناسل خلال موسم التزاوج.

### الغذاء
الفنك حيوان قارت (آكل لكل شيء) ليلي النشاط، وهو يصطاد القوارض، الحشرات (مثل العقارب والجراد)، السحالي من شاكلة سمكة الرمال (سقنقور)، الطيور، والبيض، إلا أن أغلبية حميته تتألف من النباتات الصحراوية التي يحصل منها على العصارات التي يحتاجها جسده، ومن أصناف النبات التي يأكلها هذا الحيوان الأعشاب، بعض الجذور، والقليل من الفاكهة والعليق. يمكن للفنك أن يعيش لفترات طويلة جدا بدون مياه، وقد تمتد هذه الفترات إلى سنوات، إلا أنه يبقى يشرب بحال توافر مصدر للماء.

### التناسل
تعلن الأنثى عن استعدادها للتزاوج عبر الاستلقاء على الذكر الذي تختاره، وهذه الحيوانات ليست أحادية التزاوج، فالذكر الرئيسي يتزاوج مع عدّة إناث، بينما يتزاوج الذكر الثانوي مع أنثى واحدة أو لا يتزاوج على الإطلاق، ويمكن القول بالتالي أنه بسبب هذه العادات في التناسل فإن ثعالب الفنك معرّضة للأمراض الوراثية الناتجة عن التناسل الداخلي كما في حالة الأسود والفهود.
يمتد موسم التزاوج في العادة من شهر يناير إلى مارس، وبعد فترة حمل تدوم قرابة 52 يوما تضع الأنثى بطنا يتألف من صغيرين إلى 5 صغار، وتبقي الذكور خارج الجحر حتى تنمو الصغار قليلا. تعتمد الجراء على حليب أمها في غذائها لحوالي الشهر، وقد تلد الأنثى مرة في السنة إلا أنها قد تلد مرتين في حالات نادرة.

## وضع الجمهرة

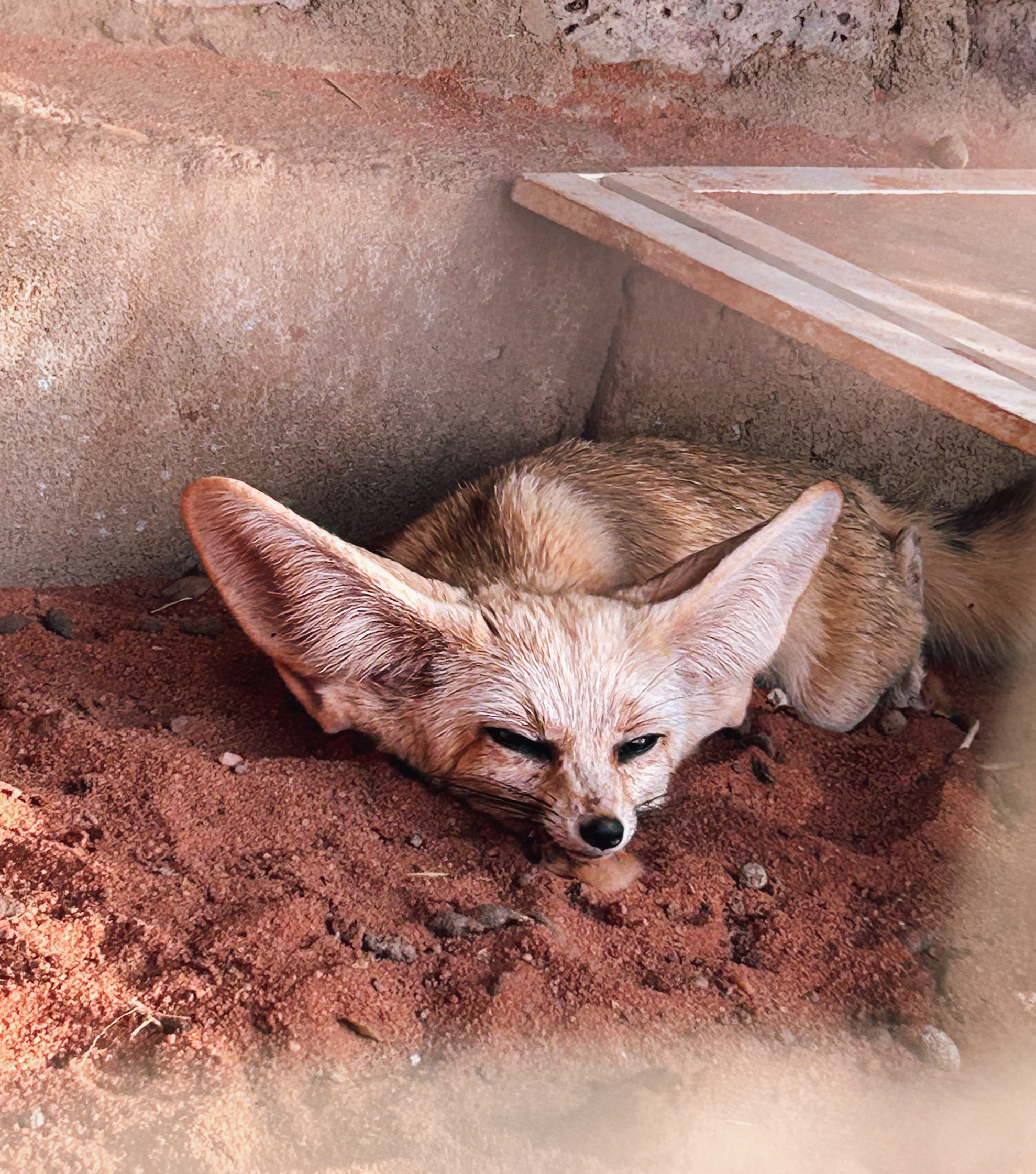
فنك ناعس

تعتبر هذه الثعالب حيوانات نادرة، وتصنّف بحسب الاتفاقية العالمية لحظر الإتجار بالأنواع المهددة على أنها نوع ينتمي إلى الملحق من الدرجة الثانية، أي إلى مجموعة الأنواع التي لا تعتبر مهددة بالانقراض بالضرورة إلا أنه من الأفضل أن يتم التحكم بالتجارة بها لتجنب الأضرار التي يمكن أن تهدد بقائها. يصطاد البشر هذه الثعالب إجمالا على الرغم من أنها لا تسبب ضررا مباشرا للإنسان، وكغيرها من أنواع الثعالب فإن الفنك يصاد لأجل فرائه الذي يقدره سكان الصحراء الكبرى وسيناء.

## استئناس النوع

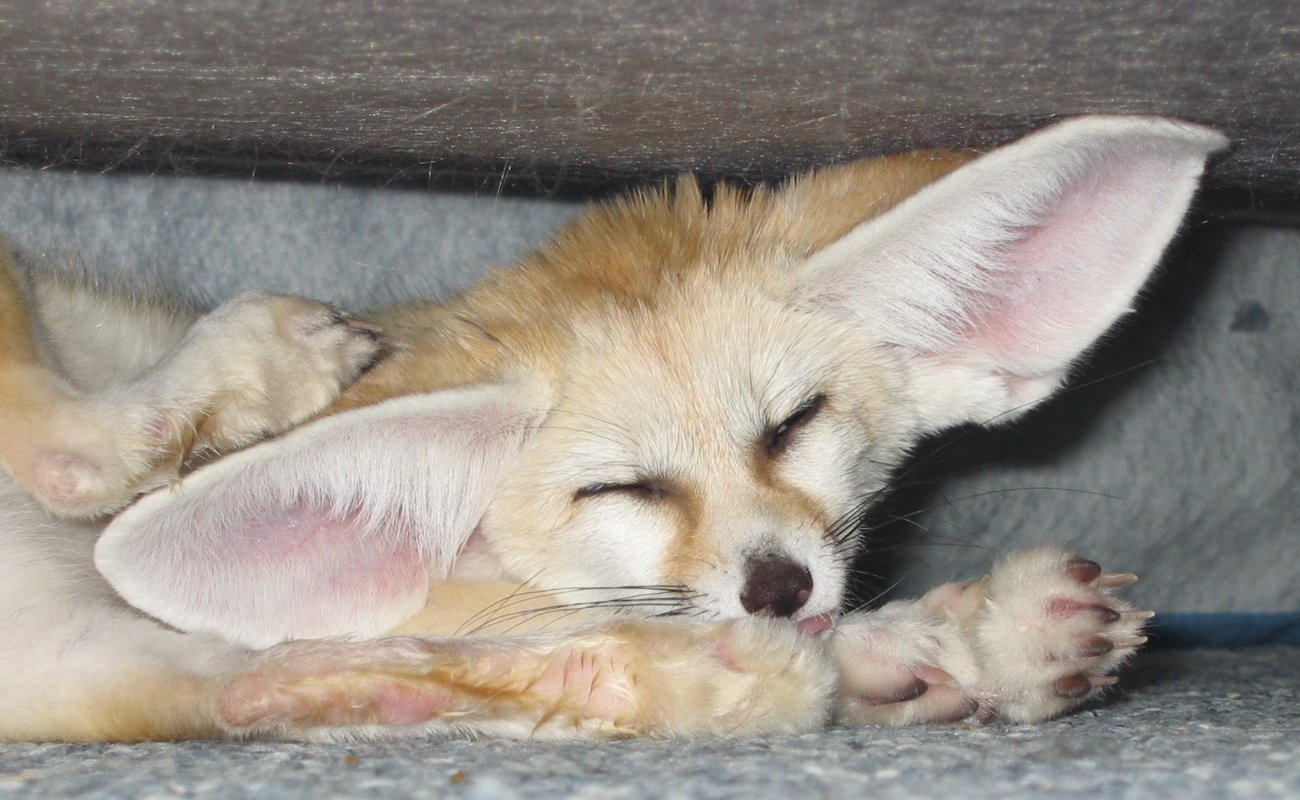
فنك مستأنس يحك أذنه.

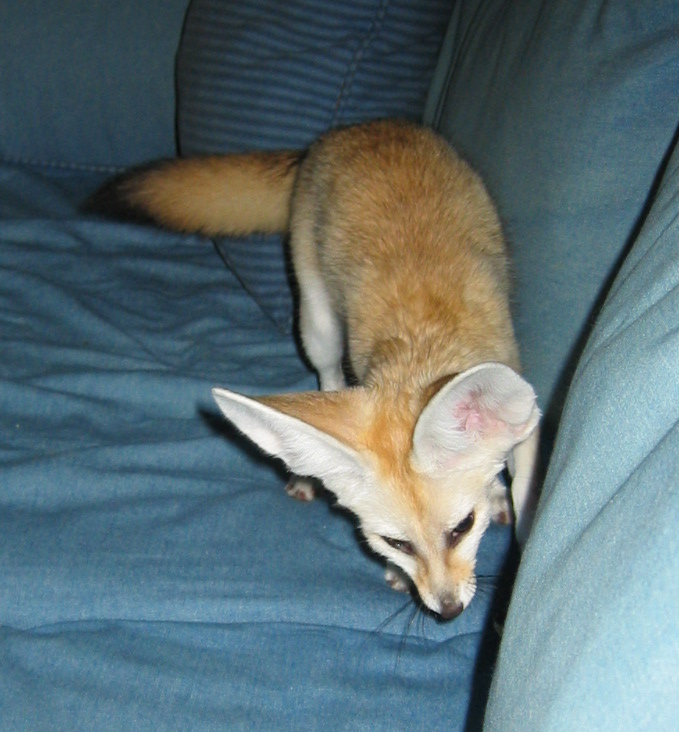
فنك مستأنس يستكشف الأريكة.

يعتبر الفنك النوع الوحيدة من الثعالب التي يمكن الاحتفاظ بها كحيوان منزلي، إلا أنه لا يمكن اعتبارها مستأنسة كليّا، ويمكن الاحتفاظ بها بأوضاع تشابه الاحتفاظ بالكلاب والهررة. وقد إزداد عدد مربّي الفنك ومحبيه في بعض الدول مثل الولايات المتحدة حيث أصبح هناك اليوم عدد لا يستهان به من أصحاب ومربّي هذه الحيوانات.
يعتبر الفنك المستأنس ودود جدا تجاه الغرباء والحيوانات الأليفة الأخرى في المنزل بما أنه الأكثر حبا للاجتماع بين الثعالب، إلا أنه يبقى نشطا كثيرًا ويحتاج بالتالي أن يفجّر طاقته، فيكون بالتالي لعوبا جدا مما قد يؤدي إلى إنهاك الحيوانات الأخرى في المنزل التي يلاعبها. وقد يزيد من صعوبة تربية هذه الحيوانات في المنزل عاداتها الغريزيّة، مثل قيامها بتخزين طعامها لأوقات الحاجة، ومحاولتها تمزيق الأثاث لتصنع عشّا لها. يعتبر الفنك غير قابلا للترويض أي لا يمكن إجباره أو تعويده على الإتيان بتصرّف معين، إلا أن بعض المربين يقولون بأنهم استطاعوا تدريب ثعالبهم على التبرّز في الصناديق المخصصة لذلك.

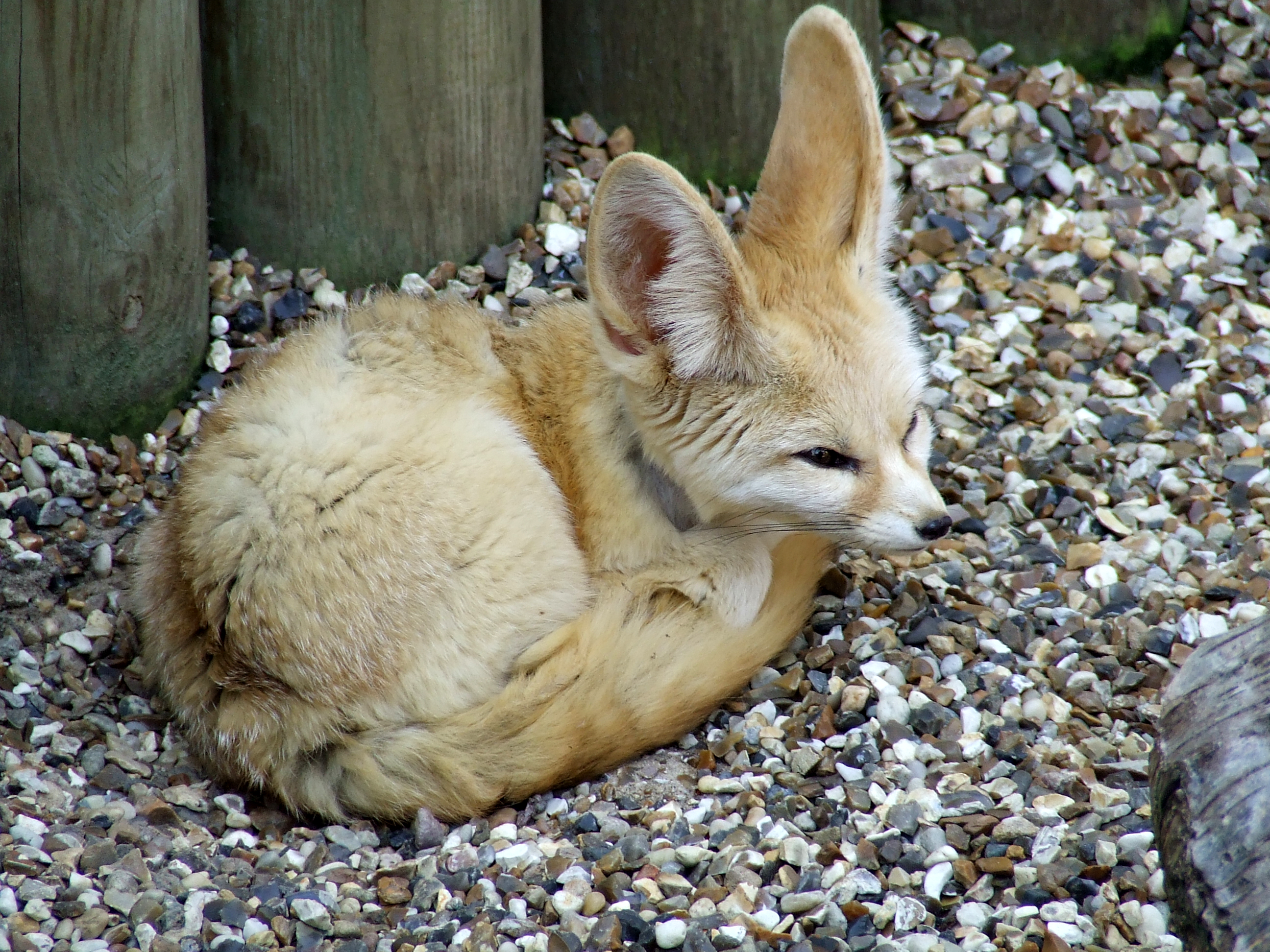
فنك في معرض "أفريقيا الحية"، سوفولك، إنكلترا.

ومن الضروري جدا الحرص على عدم هروب الفنك من صاحبه لعدّة أسباب منها: أن سرعته ورشاقته العالية (يستطيع الفنك أن يقفز لارتفاع يزيد عن علو جسده بأربع مرات) تزيد من احتمال إفلات الحيوان من رسنه أو طوقه، وبما أن هذه الحيوانات حفّارة ماهرة (قادرة على الحفر حتى عمق 20 قدما في موطنها الطبيعي) فإن الحظائر والسياجات الخارجية يجب أن تمتد لعمق معيّن تحت الأرض. يعرف بأنه من الصعب جدا الإمساك بالفنك الهارب.
و يجب أن تماثل حمية الفنك المستأنس حميته في البرية، فعلى الرغم من أن هذه الحيوانات قارتة إلا أن جزءا كبيرا من حميتها يتألّف من اللحم ومصادر البروتين المختلفة مثل الحشرات، وغالبا ما تطعم هذه الثعالب في الأسر طعام كلاب عالي الجودة غني باللحم، أصناف من طعام الكلبيّات البريّة، طعام الهررة، اللحم النيئ، الحشرات، ديدان الطعم، وبعض مشتقات الألبان.
ومما يزيد من صعوبة تملّك الفنك في بعض الدول هو الحصول على الترخيص الملائم بذلك، بما أن هذه الحيوانات تعتبر غريبة وتملكها يمكن أن يحدث نوعا أو أخر من الضرر (خصوصا بحال هربت إلى البرية في تلك الدولة، مما قد يسبب بعض المشاكل للحيوانات البلدية)، وبما أنها تعتبر حيوانات غريبة فإن العديد من الأطباء البيطريين لن يعالجها بحال أصيبت بأي مرض لعدم معرفته بنوع العلاج الذي يجب إتباعه معها، لذلك يكون من الضروري على مالك هذا الحيوان أن يعثر على بيطري قادر على تأمين العلاج لهذا الحيوان قبل أن يقدم على شرائه.

## علاقته بالتاريخ البشري

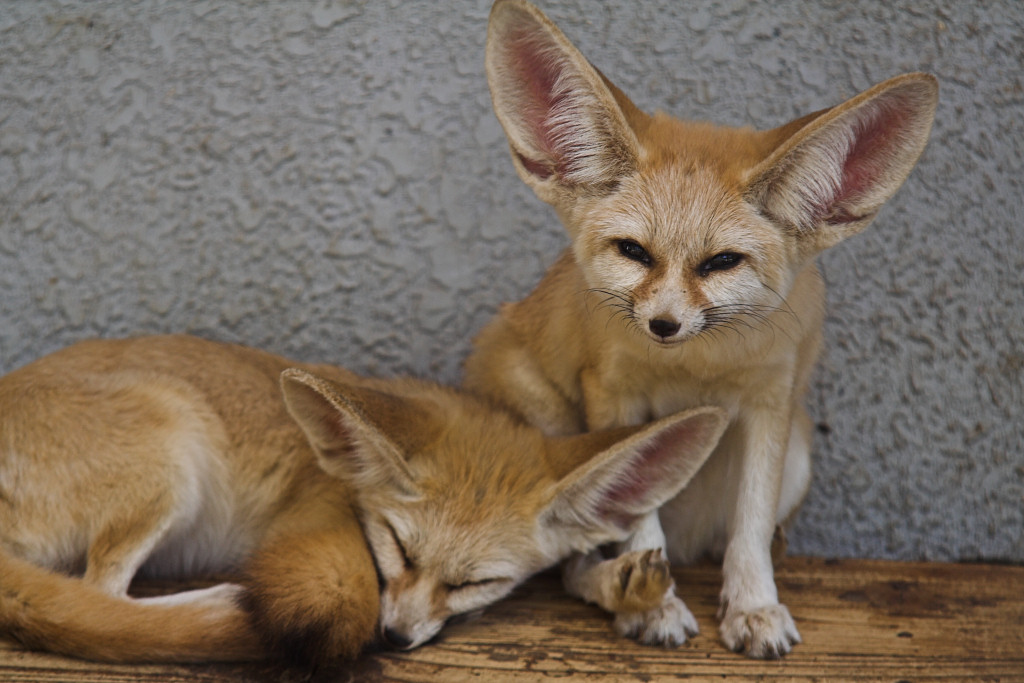
الفنك شعار الفريق الوطني الجزائري

يعتبر الفنك من الحيوانات المشهورة بالجزائر فهو رمز تاريخي يعبر عن ثقافة المجتمع الجزائري بصلابته وتماسكه في المحن.
يستعمل اسم الفنك كثيرا في جوائز سينمائية ورياضية كجائزة الفنك الذهبي التي تقام للسينما العربية وحتى العالمية وهو شعار ورمز في الجزائر.
أصبح الفنك العلامة المتعارفة للمنتخب الجزائري لكرة القدم فأينما ذهبوا يسمون الافناك، وقد تم تزويد أقمصة لاعبي المنتخب الوطني بصورة الفنك مثل بقية الفرق الأفريقية التي تظهر على أقمصة لاعبيها صورة الفنك الذي تشتهر به البلاد، وهو دليل على ارتباط هذا الحيوان بالثقافة الجزائرية.